# San Antonio Spurs 2016-2017
La stagione 2016-2017 dei San Antonio Spurs è stata la 50ª stagione della franchigia nella NBA, la 43ª a San Antonio.

## Draft
| Giro | Scelta | Giocatore       | Ruolo | Nazionalità | Università/Squadra |
| ---- | ------ | --------------- | ----- | ----------- | ------------------ |
| 1    | 29     | Dejounte Murray | PM/G  | Stati Uniti | Washington         |

## Roster
| \| Pos. \| Num. \| Naz. \| Nome \| Altezza \| Peso \| Data nascita \| Provenienza \| \| ----- \| ---- \| ---- \| ---------------------------------------- \| ------- \| ------ \| ------------ \| ------------------- \| \| AG/C \| 12 \| \| Aldridge, LaMarcus \| 211 cm \| 118 kg \| 19-07-1985 \| Texas \| \| G/AP \| 1 \| \| Anderson, Kyle \| 206 cm \| 104 kg \| 20-09-1993 \| UCLA \| \| C \| 30 \| \| Anthony, Joel \| 206 cm \| 111 kg \| 09-08-1982 \| UNLV \| \| AP/AG \| 42 \| \| Bertāns, Dāvis \| 208 cm \| 95 kg \| 12-11-1992 \| Lituania \| \| C \| 3 \| \| Dedmon, Dewayne \| 213 cm \| 111 kg \| 12-08-1989 \| Southern California \| \| P/G \| 11 \| \| Forbes, Bryn \| 191 cm \| 86 kg \| 23-07-1993 \| Michigan State \| \| AG/C \| 16 \| \| Gasol, Pau \| 213 cm \| 113 kg \| 06-07-1980 \| Spagna \| \| G \| 20 \| \| Ginóbili, Manu (C) \| 198 cm \| 93 kg \| 28-07-1977 \| Argentina \| \| G/AP \| 14 \| \| Green, Danny \| 198 cm \| 98 kg \| 22-06-1987 \| North Carolina \| \| AG/C \| 10 \| \| Lee (cestista 1983), David (Infortunato) \| 206 cm \| 111 kg \| 29-04-1983 \| Florida \| \| AP \| 2 \| \| Leonard, Kawhi (Infortunato, C) \| 201 cm \| 104 kg \| 29-06-1991 \| San Diego State \| \| P \| 8 \| \| Mills, Patty \| 183 cm \| 84 kg \| 11-08-1988 \| Saint Mary's \| \| P \| 5 \| \| Murray, Dejounte \| 196 cm \| 77 kg \| 19-09-1996 \| Washington \| \| P \| 9 \| \| Parker, Tony (Infortunato, C) \| 188 cm \| 84 kg \| 17-05-1982 \| Francia \| \| G/AP \| 17 \| \| Simmons, Jonathon \| 198 cm \| 88 kg \| 14-09-1989 \| Houston \| | Allenatore - Gregg Popovich Assistente/i - James Borrego - Chip Engelland - Becky Hammon - Will Hardy - Ettore Messina - Ime Udoka Legenda - (C) Capitano - (FA) Free agent - (S) Sospeso - (TW) Contratto Two-way - (GL) Assegnato a squadra G League affiliata - Infortunato Roster • Transazioni · Ultima transazione: 4 maggio 2017 |                        |                                          |         |        |              |                     |
| Pos. | Num. | Naz.                   | Nome                                     | Altezza | Peso   | Data nascita | Provenienza         |
| AG/C | 12 | Stati Uniti (bandiera) | Aldridge, LaMarcus                       | 211 cm  | 118 kg | 19-07-1985   | Texas               |
| G/AP | 1 | Stati Uniti (bandiera) | Anderson, Kyle                           | 206 cm  | 104 kg | 20-09-1993   | UCLA                |
| C | 30 | Canada (bandiera)      | Anthony, Joel                            | 206 cm  | 111 kg | 09-08-1982   | UNLV                |
| AP/AG | 42 | Lettonia (bandiera)    | Bertāns, Dāvis                           | 208 cm  | 95 kg  | 12-11-1992   | Lituania            |
| C | 3 | Stati Uniti (bandiera) | Dedmon, Dewayne                          | 213 cm  | 111 kg | 12-08-1989   | Southern California |
| P/G | 11 | Stati Uniti (bandiera) | Forbes, Bryn                             | 191 cm  | 86 kg  | 23-07-1993   | Michigan State      |
| AG/C | 16 | Spagna (bandiera)      | Gasol, Pau                               | 213 cm  | 113 kg | 06-07-1980   | Spagna              |
| G | 20 | Argentina (bandiera)   | Ginóbili, Manu (C)                       | 198 cm  | 93 kg  | 28-07-1977   | Argentina           |
| G/AP | 14 | Stati Uniti (bandiera) | Green, Danny                             | 198 cm  | 98 kg  | 22-06-1987   | North Carolina      |
| AG/C | 10 | Stati Uniti (bandiera) | Lee (cestista 1983), David (Infortunato) | 206 cm  | 111 kg | 29-04-1983   | Florida             |
| AP | 2 | Stati Uniti (bandiera) | Leonard, Kawhi (Infortunato, C)          | 201 cm  | 104 kg | 29-06-1991   | San Diego State     |
| P | 8 | Australia (bandiera)   | Mills, Patty                             | 183 cm  | 84 kg  | 11-08-1988   | Saint Mary's        |
| P | 5 | Stati Uniti (bandiera) | Murray, Dejounte                         | 196 cm  | 77 kg  | 19-09-1996   | Washington          |
| P | 9 | Francia (bandiera)     | Parker, Tony (Infortunato, C)            | 188 cm  | 84 kg  | 17-05-1982   | Francia             |
| G/AP | 17 | Stati Uniti (bandiera) | Simmons, Jonathon                        | 198 cm  | 88 kg  | 14-09-1989   | Houston             |

## Classifiche

### Division

#### Southwest Division
| Southwest Division    | Southwest Division | Southwest Division | Southwest Division | Southwest Division | Southwest Division | Southwest Division | Southwest Division | Southwest Division |
| Squadra               | V                  | S                  | V%                 | PR                 | Casa               | Trasf              | Div                | PG                 |
| --------------------- | ------------------ | ------------------ | ------------------ | ------------------ | ------------------ | ------------------ | ------------------ | ------------------ |
| y – San Antonio Spurs | 61                 | 21                 | .744               | 6,0                | 31–10              | 30–11              | 11–5               | 82                 |
| x – Houston Rockets   | 55                 | 27                 | .671               | 12,0               | 30–11              | 25–16              | 10–6               | 82                 |
| x – Memphis Grizzlies | 43                 | 39                 | .524               | 24,0               | 24–17              | 19–22              | 8–8                | 82                 |
| N. Orleans Pelicans   | 34                 | 48                 | .415               | 33,0               | 21–20              | 13–28              | 6–10               | 82                 |
| Dallas Mavericks      | 33                 | 49                 | .402               | 34,0               | 21–20              | 12–29              | 5–11               | 82                 |

### Conference

#### Western Conference
| Western Conference | Western Conference        | Western Conference | Western Conference | Western Conference | Western Conference | Western Conference |
| #                  | Squadra                   | V                  | S                  | V%                 | PR                 | PG                 |
| ------------------ | ------------------------- | ------------------ | ------------------ | ------------------ | ------------------ | ------------------ |
| 1                  | z – Golden St. Warriors * | 67                 | 15                 | .817               | –                  | 82                 |
| 2                  | y – San Antonio Spurs *   | 61                 | 21                 | .744               | 6,0                | 82                 |
| 3                  | x – Houston Rockets       | 55                 | 27                 | .671               | 12,0               | 82                 |
| 4                  | x – L.A. Clippers         | 51                 | 31                 | .622               | 16,0               | 82                 |
| 5                  | y – Utah Jazz *           | 51                 | 31                 | .622               | 16,0               | 82                 |
| 6                  | x – Oklahoma Thunder      | 47                 | 35                 | .573               | 20,0               | 82                 |
| 7                  | x – Memphis Grizzlies     | 43                 | 39                 | .524               | 24,0               | 82                 |
| 8                  | x – Portland T. Blazers   | 41                 | 41                 | .500               | 26,0               | 82                 |
|                    |                           |                    |                    |                    |                    |                    |
| 9                  | Denver Nuggets            | 40                 | 42                 | .488               | 27,0               | 82                 |
| 10                 | N. Orleans Pelicans       | 34                 | 48                 | .415               | 33,0               | 82                 |
| 11                 | Dallas Mavericks          | 33                 | 49                 | .402               | 34,0               | 82                 |
| 12                 | Sacramento Kings          | 26                 | 56                 | .317               | 41,0               | 82                 |
| 13                 | Minnesota T'wolves        | 31                 | 51                 | .378               | 36,0               | 82                 |
| 14                 | L.A. Lakers               | 26                 | 56                 | .317               | 41,0               | 82                 |
| 15                 | Phoenix Suns              | 24                 | 58                 | .293               | 43,0               | 82                 |

## Calendario e risultati

### Preseason
| Preseason 2016                                    | Preseason 2016                                    | Preseason 2016                                    | Preseason 2016                                    | Preseason 2016                                    | Preseason 2016                                    | Preseason 2016                                    | Preseason 2016                                    | Preseason 2016                                    |
| Record preseason: 4–2 (Casa: 2–1; Trasferta: 2–1) | Record preseason: 4–2 (Casa: 2–1; Trasferta: 2–1) | Record preseason: 4–2 (Casa: 2–1; Trasferta: 2–1) | Record preseason: 4–2 (Casa: 2–1; Trasferta: 2–1) | Record preseason: 4–2 (Casa: 2–1; Trasferta: 2–1) | Record preseason: 4–2 (Casa: 2–1; Trasferta: 2–1) | Record preseason: 4–2 (Casa: 2–1; Trasferta: 2–1) | Record preseason: 4–2 (Casa: 2–1; Trasferta: 2–1) | Record preseason: 4–2 (Casa: 2–1; Trasferta: 2–1) |
| Partita                                           | Data                                              | Avversario                                        | Punteggio                                         | Più punti                                         | Più rimbalzi                                      | Più assist                                        | Spettatori                                        | Record                                            |
| ------------------------------------------------- | ------------------------------------------------- | ------------------------------------------------- | ------------------------------------------------- | ------------------------------------------------- | ------------------------------------------------- | ------------------------------------------------- | ------------------------------------------------- | ------------------------------------------------- |
| 1                                                 | 3 ottobre                                         | @ Phoenix Suns                                    | S 86–91                                           | Kawhi Leonard (17)                                | Bryn Forbes (7)                                   | Nicolás Laprovíttola (4)                          | Talking Stick Resort Arena 8.076                  | 0–1                                               |
| 2                                                 | 8 ottobre                                         | Atlanta Hawks                                     | V 102–91                                          | Tony Parker (15)                                  | LaMarcus Aldridge (6)                             | Gasol, Green, Lee, Mills (3)                      | AT&T Center 18.555                                | 1–1                                               |
| 3                                                 | 10 ottobre                                        | @ Detroit Pistons                                 | V 86–81                                           | Kawhi Leonard (20)                                | LaMarcus Aldridge (9)                             | Laprovittola, Parker (4)                          | The Palace of Auburn Hills 12.103                 | 2–1                                               |
| 4                                                 | 12 ottobre                                        | @ Orlando Magic                                   | V 95–89                                           | Pau Gasol (14)                                    | Dewayne Dedmon (7)                                | Pau Gasol (4)                                     | Amway Center 15.092                               | 3–1                                               |
| 5                                                 | 14 ottobre                                        | Miami Heat                                        | S 100–108                                         | Dedmon, Leonard (11)                              | Kyle Anderson (7)                                 | Tony Parker (4)                                   | AT&T Center 18.418                                | 3–2                                               |
| 6                                                 | 21 ottobre                                        | Houston Rockets                                   | V 114–99                                          | Bryn Forbes (19)                                  | Pau Gasol (9)                                     | Ryan Arcidiacono (6)                              | AT&T Center 18.418                                | 4–2                                               |

### Regular season

#### Andamento stagionale
| Stagione 2016-2017                             | Stagione 2016-2017                             | Stagione 2016-2017                             | Stagione 2016-2017                             | Stagione 2016-2017                             | Stagione 2016-2017                             | Stagione 2016-2017                             | Stagione 2016-2017                             | Stagione 2016-2017                             |
| Totale : 61–21 (Casa: 31–10; Trasferta: 30–11) | Totale : 61–21 (Casa: 31–10; Trasferta: 30–11) | Totale : 61–21 (Casa: 31–10; Trasferta: 30–11) | Totale : 61–21 (Casa: 31–10; Trasferta: 30–11) | Totale : 61–21 (Casa: 31–10; Trasferta: 30–11) | Totale : 61–21 (Casa: 31–10; Trasferta: 30–11) | Totale : 61–21 (Casa: 31–10; Trasferta: 30–11) | Totale : 61–21 (Casa: 31–10; Trasferta: 30–11) | Totale : 61–21 (Casa: 31–10; Trasferta: 30–11) |
| ---------------------------------------------- | ---------------------------------------------- | ---------------------------------------------- | ---------------------------------------------- | ---------------------------------------------- | ---------------------------------------------- | ---------------------------------------------- | ---------------------------------------------- | ---------------------------------------------- |

#### Ottobre
| Ottobre 2016                                  | Ottobre 2016                                  | Ottobre 2016                                  | Ottobre 2016                                  | Ottobre 2016                                  | Ottobre 2016                                  | Ottobre 2016                                  | Ottobre 2016                                  | Ottobre 2016                                  |
| Record mese : 4–0 (Casa: 1–0; Trasferta: 3–0) | Record mese : 4–0 (Casa: 1–0; Trasferta: 3–0) | Record mese : 4–0 (Casa: 1–0; Trasferta: 3–0) | Record mese : 4–0 (Casa: 1–0; Trasferta: 3–0) | Record mese : 4–0 (Casa: 1–0; Trasferta: 3–0) | Record mese : 4–0 (Casa: 1–0; Trasferta: 3–0) | Record mese : 4–0 (Casa: 1–0; Trasferta: 3–0) | Record mese : 4–0 (Casa: 1–0; Trasferta: 3–0) | Record mese : 4–0 (Casa: 1–0; Trasferta: 3–0) |
| Partita                                       | Data                                          | Avversario                                    | Punteggio                                     | Più punti                                     | Più rimbalzi                                  | Più assist                                    | Spettatori                                    | Record                                        |
| --------------------------------------------- | --------------------------------------------- | --------------------------------------------- | --------------------------------------------- | --------------------------------------------- | --------------------------------------------- | --------------------------------------------- | --------------------------------------------- | --------------------------------------------- |
| 1                                             | 25 ottobre                                    | @ G.S. Warriors                               | V 129–100                                     | Kawhi Leonard (35)                            | LaMarcus Aldridge (14)                        | Patty Mills (5)                               | Oracle Arena 19.596                           | 1–0                                           |
| 2                                             | 27 ottobre                                    | @ Sacramento Kings                            | V 102–94                                      | Kawhi Leonard (30)                            | Kyle Anderson (8)                             | Leonard, Ginóbili (5)                         | Golden 1 Center 17.608                        | 2–0                                           |
| 3                                             | 29 ottobre                                    | N.O. Pelicans                                 | V 98–79                                       | Kawhi Leonard (20)                            | Pau Gasol (8)                                 | Patty Mills (5)                               | AT&T Center 18.418                            | 3–0                                           |
| 4                                             | 30 ottobre                                    | @ Miami Heat                                  | V 106–99                                      | Kawhi Leonard (27)                            | Gasol, Lee (11)                               | Kawhi Leonard (6)                             | American Airlines Arena 19.678                | 4–0                                           |

#### Novembre
| Novembre 2016                                 | Novembre 2016                                 | Novembre 2016                                 | Novembre 2016                                 | Novembre 2016                                 | Novembre 2016                                 | Novembre 2016                                 | Novembre 2016                                 | Novembre 2016                                 |
| Record mese: 11–4 (Casa: 3–4; Trasferta: 8–0) | Record mese: 11–4 (Casa: 3–4; Trasferta: 8–0) | Record mese: 11–4 (Casa: 3–4; Trasferta: 8–0) | Record mese: 11–4 (Casa: 3–4; Trasferta: 8–0) | Record mese: 11–4 (Casa: 3–4; Trasferta: 8–0) | Record mese: 11–4 (Casa: 3–4; Trasferta: 8–0) | Record mese: 11–4 (Casa: 3–4; Trasferta: 8–0) | Record mese: 11–4 (Casa: 3–4; Trasferta: 8–0) | Record mese: 11–4 (Casa: 3–4; Trasferta: 8–0) |
| Partita                                       | Data                                          | Avversario                                    | Punteggio                                     | Più punti                                     | Più rimbalzi                                  | Più assist                                    | Spettatori                                    | Record                                        |
| --------------------------------------------- | --------------------------------------------- | --------------------------------------------- | --------------------------------------------- | --------------------------------------------- | --------------------------------------------- | --------------------------------------------- | --------------------------------------------- | --------------------------------------------- |
| 5                                             | 1º novembre                                   | Utah Jazz                                     | S 91–106                                      | Kawhi Leonard (30)                            | Pau Gasol (8)                                 | Tony Parker (6)                               | AT&T Center 18.418                            | 4–1                                           |
| 6                                             | 4 novembre                                    | @ Utah Jazz                                   | V 100–86                                      | Kawhi Leonard (29)                            | Kawhi Leonard (11)                            | Kawhi Leonard (4)                             | Vivint Smart Home Arena 19.911                | 5–1                                           |
| 7                                             | 5 novembre                                    | L.A. Clippers                                 | S 92–116                                      | LaMarcus Aldridge (19)                        | Leonard, Aldridge (6)                         | Mills, Laprovíttola (5)                       | AT&T Center 18.418                            | 5–2                                           |
| 8                                             | 9 novembre                                    | Houston Rockets                               | S 99–101                                      | Kawhi Leonard (34)                            | Leonard, Gasol (7)                            | Patty Mills (10)                              | AT&T Center 18.418                            | 5–3                                           |
| 9                                             | 11 novembre                                   | Detroit Pistons                               | V 96–86                                       | Kawhi Leonard (21)                            | LaMarcus Aldridge (12)                        | Kawhi Leonard (6)                             | AT&T Center 18.418                            | 6–3                                           |
| 10                                            | 12 novembre                                   | @ Houston Rockets                             | V 106–100                                     | Kawhi Leonard (20)                            | LaMarcus Aldridge (10)                        | Pau Gasol (6)                                 | Toyota Center 18.055                          | 7–3                                           |
| 11                                            | 14 novembre                                   | Miami Heat                                    | V 94–90                                       | Kawhi Leonard (24)                            | Kawhi Leonard (12)                            | Tony Parker (6)                               | AT&T Center 18.418                            | 8–3                                           |
| 12                                            | 16 novembre                                   | @ Sacramento Kings                            | V 110–105                                     | Pau Gasol (24)                                | Pau Gasol (9)                                 | Tony Parker (7)                               | Golden 1 Center 17.608                        | 9–3                                           |
| 13                                            | 18 novembre                                   | @ L.A. Lakers                                 | V 116–107                                     | Leonard, Aldridge (23)                        | Kawhi Leonard (12)                            | Leonard, Parker (7)                           | Staples Center 18.997                         | 10–3                                          |
| 14                                            | 21 novembre                                   | Dallas Mavericks                              | V 96–91                                       | Kawhi Leonard (24)                            | Kawhi Leonard (9)                             | Leonard, Murray, Green (4)                    | AT&T Center 18.418                            | 11–3                                          |
| 15                                            | 23 novembre                                   | @ Charlotte Hornets                           | V 119–114                                     | Kawhi Leonard (30)                            | Pau Gasol (8)                                 | Pau Gasol (5)                                 | Spectrum Center 18.515                        | 12–3                                          |
| 16                                            | 25 novembre                                   | @ Boston Celtics                              | V 109–103                                     | Kawhi Leonard (25)                            | David Lee (12)                                | Leonard, Aldridge, Parker (4)                 | TD Garden 18.624                              | 13–3                                          |
| 17                                            | 26 novembre                                   | @ Wash. Wizards                               | V 112–100                                     | LaMarcus Aldridge (24)                        | Pau Gasol (10)                                | Kawhi Leonard (5)                             | Verizon Center 17.066                         | 14–3                                          |
| 18                                            | 29 novembre                                   | Orlando Magic                                 | S 83–95                                       | Kawhi Leonard (21)                            | Dewayne Dedmon (8)                            | Gasol, Parker, Aldridge, Ginóbili (3)         | AT&T Center 18.418                            | 14–4                                          |
| 19                                            | 30 novembre                                   | @ Dallas Mavericks                            | V 94–87                                       | Patty Mills (23)                              | Dewayne Dedmon (10)                           | Patty Mills (4)                               | American Airlines Center 19.245               | 15–4                                          |

#### Dicembre
| Dicembre 2016                                 | Dicembre 2016                                 | Dicembre 2016                                 | Dicembre 2016                                 | Dicembre 2016                                 | Dicembre 2016                                 | Dicembre 2016                                 | Dicembre 2016                                 | Dicembre 2016                                 |
| Record mese: 12–2 (Casa: 7–0; Trasferta: 5–2) | Record mese: 12–2 (Casa: 7–0; Trasferta: 5–2) | Record mese: 12–2 (Casa: 7–0; Trasferta: 5–2) | Record mese: 12–2 (Casa: 7–0; Trasferta: 5–2) | Record mese: 12–2 (Casa: 7–0; Trasferta: 5–2) | Record mese: 12–2 (Casa: 7–0; Trasferta: 5–2) | Record mese: 12–2 (Casa: 7–0; Trasferta: 5–2) | Record mese: 12–2 (Casa: 7–0; Trasferta: 5–2) | Record mese: 12–2 (Casa: 7–0; Trasferta: 5–2) |
| Partita                                       | Data                                          | Avversario                                    | Punteggio                                     | Più punti                                     | Più rimbalzi                                  | Più assist                                    | Spettatori                                    | Record                                        |
| --------------------------------------------- | --------------------------------------------- | --------------------------------------------- | --------------------------------------------- | --------------------------------------------- | --------------------------------------------- | --------------------------------------------- | --------------------------------------------- | --------------------------------------------- |
| 20                                            | 2 dicembre                                    | Wash. Wizards                                 | V 107–105                                     | LaMarcus Aldridge (23)                        | Pau Gasol (10)                                | Patty Mills (8)                               | AT&T Center 18.418                            | 16–4                                          |
| 21                                            | 5 dicembre                                    | @ Milwaukee Bucks                             | V 97–96                                       | Kawhi Leonard (21)                            | Leonard, Aldridge, Gasol (9)                  | Parker, Aldridge, Mills (5)                   | BMO Harris Bradley Center 14.256              | 17-4                                          |
| 22                                            | 6 dicembre                                    | @ Minnesota T'wolves                          | V 105–91                                      | Kawhi Leonard (31)                            | Dewayne Dedmon (8)                            | Patty Mills (5)                               | Target Center 12.585                          | 18-4                                          |
| 23                                            | 8 dicembre                                    | @ Chicago Bulls                               | S 91–95                                       | Kawhi Leonard (24)                            | Pau Gasol (10)                                | Parker, Leonard (5)                           | United Center 21.489                          | 18-5                                          |
| 24                                            | 10 dicembre                                   | Brooklyn Nets                                 | V 130–101                                     | Kawhi Leonard (30)                            | LaMarcus Aldridge (9)                         | Tony Parker (7)                               | AT&T Center 18.418                            | 19-5                                          |
| 25                                            | 14 dicembre                                   | Boston Celtics                                | V 108–101                                     | Kawhi Leonard (20)                            | Pau Gasol (10)                                | Tony Parker (7)                               | AT&T Center 18.418                            | 20-5                                          |
| 26                                            | 15 dicembre                                   | @ Phoenix Suns                                | V 107–92                                      | Gasol, Leonard (18)                           | Kawhi Leonard (10)                            | Kawhi Leonard (4)                             | Talking Stick Resort Arena 17.165             | 21-5                                          |
| 27                                            | 18 dicembre                                   | N.O. Pelicans                                 | V 113–100                                     | LaMarcus Aldridge (22)                        | Pau Gasol (14)                                | Patty Mills (7)                               | AT&T Center 18.615                            | 22-5                                          |
| 28                                            | 20 dicembre                                   | @ Houston Rockets                             | V 102–100                                     | Kawhi Leonard (21)                            | Aldridge, Gasol (10)                          | LaMarcus Aldridge (5)                         | Toyota Center 18.055                          | 23-5                                          |
| 29                                            | 22 dicembre                                   | @ L.A. Clippers                               | S 101–106                                     | Kawhi Leonard (27)                            | Leonard, Gasol (9)                            | Kawhi Leonard (5)                             | Staples Center 19.060                         | 23-6                                          |
| 30                                            | 23 dicembre                                   | @ Portland T. Blazers                         | V 110–90                                      | Kawhi Leonard (33)                            | LaMarcus Aldridge (14)                        | LaMarcus Aldridge (6)                         | Moda Center 19.393                            | 24-6                                          |
| 31                                            | 25 dicembre                                   | Chicago Bulls                                 | V 119–100                                     | LaMarcus Aldridge (33)                        | Kawhi Leonard (10)                            | Tony Parker (8)                               | AT&T Center 18.428                            | 25-6                                          |
| 32                                            | 28 dicembre                                   | Phoenix Suns                                  | V 119–98                                      | LaMarcus Aldridge (27)                        | Kawhi Leonard (10)                            | Tony Parker (5)                               | AT&T Center 18.418                            | 26-6                                          |
| 33                                            | 30 dicembre                                   | Portland T. Blazers                           | S 83–95                                       | Jonathon Simmons (19)                         | Kyle Anderson (8)                             | Tony Parker (5)                               | AT&T Center 18.418                            | 27-6                                          |

#### Gennaio
| Gennaio 2017                                  | Gennaio 2017                                  | Gennaio 2017                                  | Gennaio 2017                                  | Gennaio 2017                                  | Gennaio 2017                                  | Gennaio 2017                                  | Gennaio 2017                                  | Gennaio 2017                                  |
| Record mese: 10-5 (Casa: 6-2; Trasferta: 4-3) | Record mese: 10-5 (Casa: 6-2; Trasferta: 4-3) | Record mese: 10-5 (Casa: 6-2; Trasferta: 4-3) | Record mese: 10-5 (Casa: 6-2; Trasferta: 4-3) | Record mese: 10-5 (Casa: 6-2; Trasferta: 4-3) | Record mese: 10-5 (Casa: 6-2; Trasferta: 4-3) | Record mese: 10-5 (Casa: 6-2; Trasferta: 4-3) | Record mese: 10-5 (Casa: 6-2; Trasferta: 4-3) | Record mese: 10-5 (Casa: 6-2; Trasferta: 4-3) |
| Partita                                       | Data                                          | Avversario                                    | Punteggio                                     | Più punti                                     | Più rimbalzi                                  | Più assist                                    | Spettatori                                    | Record                                        |
| --------------------------------------------- | --------------------------------------------- | --------------------------------------------- | --------------------------------------------- | --------------------------------------------- | --------------------------------------------- | --------------------------------------------- | --------------------------------------------- | --------------------------------------------- |
| 34                                            | 1º gennaio                                    | @ Atlanta Hawks                               | S 112–114 (OT)                                | LaMarcus Aldridge (27)                        | LaMarcus Aldridge (13)                        | Tony Parker (6)                               | Philips Arena 18.088                          | 27-7                                          |
| 35                                            | 3 gennaio                                     | Toronto Raptors                               | V 110–82                                      | Kawhi Leonard (25)                            | LaMarcus Aldridge (8)                         | Tony Parker (8)                               | AT&T Center 18.418                            | 28-7                                          |
| 36                                            | 5 gennaio                                     | @ Denver Nuggets                              | V 127–99                                      | LaMarcus Aldridge (28)                        | Pau Gasol (9)                                 | Tony Parker (9)                               | Pepsi Center 14.391                           | 29-7                                          |
| 37                                            | 7 gennaio                                     | Charlotte Hornets                             | V 102–85                                      | Dāvis Bertāns (21)                            | LaMarcus Aldridge (11)                        | Jonathon Simmons (5)                          | AT&T Center 18.418                            | 30-7                                          |
| 38                                            | 10 gennaio                                    | Milwaukee Bucks                               | S 107–109                                     | Kawhi Leonard (30)                            | Pau Gasol (11)                                | Tony Parker (7)                               | AT&T Center 18.418                            | 30-8                                          |
| 39                                            | 12 gennaio                                    | L.A. Lakers                                   | V 134–94                                      | Kawhi Leonard (31)                            | Dewayne Dedmon (12)                           | Gasol, Parker (6)                             | AT&T Center 18.418                            | 31-8                                          |
| 40                                            | 14 gennaio                                    | @ Phoenix Suns                                | S 105–108                                     | Kawhi Leonard (38)                            | Pau Gasol (10)                                | Leonard, Ginóbili (3)                         | Mexico City Arena Città del Messico 20.532    | 31-9                                          |
| 41                                            | 17 gennaio                                    | Minnesota T'wolves                            | V 122–114                                     | Kawhi Leonard (34)                            | Leonard, Dedmon (7)                           | Leonard, Parker (5)                           | AT&T Center 18.418                            | 32-9                                          |
| 42                                            | 19 gennaio                                    | Denver Nuggets                                | V 118–104                                     | Kawhi Leonard (34)                            | David Lee (16)                                | LaMarcus Aldridge (6)                         | AT&T Center 18.418                            | 33-9                                          |
| 43                                            | 21 gennaio                                    | @ Cleveland Cavaliers                         | V 118–115 (OT)                                | Kawhi Leonard (41)                            | LaMarcus Aldridge (12)                        | Murray, Aldridge (6)                          | Quicken Loans Arena 20.562                    | 34-9                                          |
| 44                                            | 23 gennaio                                    | @ Brooklyn Nets                               | V 112–86                                      | Patty Mills (20)                              | LaMarcus Aldridge (9)                         | LaMarcus Aldridge (5)                         | Barclays Center 16.643                        | 35-9                                          |
| 45                                            | 24 gennaio                                    | @ Toronto Raptors                             | V 119–100                                     | LaMarcus Aldridge (21)                        | Aldridge, Anderson, Green (7)                 | Kyle Anderson (4)                             | Air Canada Centre 19.800                      | 36-9                                          |
| 46                                            | 27 gennaio                                    | @ N.O. Pelicans                               | S 103–119                                     | Kawhi Leonard (23)                            | LaMarcus Aldridge (14)                        | LaMarcus Aldridge (6)                         | Smoothie King Center 17.757                   | 36-10                                         |
| 47                                            | 29 gennaio                                    | Dallas Mavericks                              | S 101–105                                     | Kawhi Leonard (24)                            | Patty Mills (8)                               | Danny Green (5)                               | AT&T Center 18.418                            | 36-11                                         |
| 48                                            | 31 gennaio                                    | Oklahoma Thunder                              | V 108–94                                      | Kawhi Leonard (36)                            | Leonard, Dedmon (8)                           | Leonard, Parker, Ginóbili (5)                 | AT&T Center 18.418                            | 37-11                                         |

#### Febbraio
| Febbraio 2017                                | Febbraio 2017                                | Febbraio 2017                                | Febbraio 2017                                | Febbraio 2017                                | Febbraio 2017                                | Febbraio 2017                                | Febbraio 2017                                | Febbraio 2017                                |
| Record mese: 8-2 (Casa: 2-0; Trasferta: 6-2) | Record mese: 8-2 (Casa: 2-0; Trasferta: 6-2) | Record mese: 8-2 (Casa: 2-0; Trasferta: 6-2) | Record mese: 8-2 (Casa: 2-0; Trasferta: 6-2) | Record mese: 8-2 (Casa: 2-0; Trasferta: 6-2) | Record mese: 8-2 (Casa: 2-0; Trasferta: 6-2) | Record mese: 8-2 (Casa: 2-0; Trasferta: 6-2) | Record mese: 8-2 (Casa: 2-0; Trasferta: 6-2) | Record mese: 8-2 (Casa: 2-0; Trasferta: 6-2) |
| Partita                                      | Data                                         | Avversario                                   | Punteggio                                    | Più punti                                    | Più rimbalzi                                 | Più assist                                   | Spettatori                                   | Record                                       |
| -------------------------------------------- | -------------------------------------------- | -------------------------------------------- | -------------------------------------------- | -------------------------------------------- | -------------------------------------------- | -------------------------------------------- | -------------------------------------------- | -------------------------------------------- |
| 49                                           | 2 febbraio                                   | Philadelphia 76ers                           | V 102–86                                     | Kawhi Leonard (19)                           | Dewayne Dedmon (10)                          | Tony Parker (6)                              | AT&T Center 18.418                           | 38-11                                        |
| 50                                           | 4 febbraio                                   | Denver Nuggets                               | V 121–97                                     | Kawhi Leonard (28)                           | Kawhi Leonard (9)                            | Leonard, Anderson (9)                        | AT&T Center 18.418                           | 39-11                                        |
| 51                                           | 6 febbraio                                   | @ Memphis Grizzlies                          | S 74–89                                      | David Lee (14)                               | Dewayne Dedmon (12)                          | Ginóbili, Mills (3)                          | FedExForum 16.708                            | 39-12                                        |
| 52                                           | 8 febbraio                                   | @ Philadelphia 76ers                         | V 111–103                                    | Kawhi Leonard (32)                           | Dewayne Dedmon (11)                          | Leonard, Parker (5)                          | Wells Fargo Center 19.233                    | 40-12                                        |
| 53                                           | 10 febbraio                                  | @ Detroit Pistons                            | V 103–92                                     | Kawhi Leonard (32)                           | Dewayne Dedmon (17)                          | Tony Parker (12)                             | The Palace of Auburn Hills 17.222            | 41-12                                        |
| 54                                           | 12 febbraio                                  | @ N.Y. Knicks                                | S 90–94                                      | Kawhi Leonard (36)                           | LaMarcus Aldridge (10)                       | Leonard, Parker, Ginóbili (4)                | Madison Square Garden 19.812                 | 41-13                                        |
| 55                                           | 13 febbraio                                  | @ Indiana Pacers                             | V 110–106                                    | Kawhi Leonard (32)                           | Dewayne Dedmon (12)                          | Tony Parker (4)                              | Bankers Life Fieldhouse 15.203               | 42-13                                        |
| 56                                           | 15 febbraio                                  | @ Orlando Magic                              | V 107–79                                     | LaMarcus Aldridge (23)                       | Dewayne Dedmon (11)                          | Tony Parker (8)                              | Amway Center 17.101                          | 43-13                                        |
| 57                                           | 24 febbraio                                  | @ L.A. Clippers                              | V 105–97                                     | Kawhi Leonard (21)                           | Dewayne Dedmon (12)                          | Kawhi Leonard (6)                            | Staples Center 19.060                        | 44-13                                        |
| 58                                           | 26 febbraio                                  | @ L.A. Lakers                                | V 119–98                                     | Patty Mills (25)                             | Aldridge, Dedmon (9)                         | Tony Parker (9)                              | Staples Center 18.997                        | 45-13                                        |

#### Marzo
| Marzo 2017                                     | Marzo 2017                                     | Marzo 2017                                     | Marzo 2017                                     | Marzo 2017                                     | Marzo 2017                                     | Marzo 2017                                     | Marzo 2017                                     | Marzo 2017                                     |
| Record mese: 13-4 (Casa: 10-2; Trasferta: 3-2) | Record mese: 13-4 (Casa: 10-2; Trasferta: 3-2) | Record mese: 13-4 (Casa: 10-2; Trasferta: 3-2) | Record mese: 13-4 (Casa: 10-2; Trasferta: 3-2) | Record mese: 13-4 (Casa: 10-2; Trasferta: 3-2) | Record mese: 13-4 (Casa: 10-2; Trasferta: 3-2) | Record mese: 13-4 (Casa: 10-2; Trasferta: 3-2) | Record mese: 13-4 (Casa: 10-2; Trasferta: 3-2) | Record mese: 13-4 (Casa: 10-2; Trasferta: 3-2) |
| Partita                                        | Data                                           | Avversario                                     | Punteggio                                      | Più punti                                      | Più rimbalzi                                   | Più assist                                     | Spettatori                                     | Record                                         |
| ---------------------------------------------- | ---------------------------------------------- | ---------------------------------------------- | ---------------------------------------------- | ---------------------------------------------- | ---------------------------------------------- | ---------------------------------------------- | ---------------------------------------------- | ---------------------------------------------- |
| 59                                             | 1º marzo                                       | Indiana Pacers                                 | V 100–99                                       | Kawhi Leonard (31)                             | Kawhi Leonard (10)                             | Dejounte Murray (6)                            | AT&T Center 18.418                             | 46-13                                          |
| 60                                             | 3 marzo                                        | @ N.O. Pelicans                                | V 101–98 (OT)                                  | Kawhi Leonard (31)                             | LaMarcus Aldridge (15)                         | Kawhi Leonard (6)                              | Smoothie King Center 17.669                    | 47-13                                          |
| 61                                             | 4 marzo                                        | Minnesota T'wolves                             | V 97–90 (OT)                                   | Kawhi Leonard (34)                             | Aldridge, Leonard (10)                         | Kawhi Leonard (5)                              | AT&T Center 18.418                             | 48-13                                          |
| 62                                             | 6 marzo                                        | Houston Rockets                                | V 112–110                                      | Kawhi Leonard (39)                             | David Lee (8)                                  | Leonard, Green (5)                             | AT&T Center 18.418                             | 49-13                                          |
| 63                                             | 8 marzo                                        | Sacramento Kings                               | V 114–104                                      | Manu Ginóbili (19)                             | David Lee (10)                                 | Patty Mills (10)                               | AT&T Center 18.418                             | 50-13                                          |
| 64                                             | 9 marzo                                        | @ Oklahoma Thunder                             | S 92–102                                       | Kawhi Leonard (19)                             | Dewayne Dedmon (8)                             | Murray, Green (6)                              | Chesapeake Energy Arena 18.203                 | 50-14                                          |
| 65                                             | 11 marzo                                       | G.S. Warriors                                  | V 107–85                                       | Patty Mills (21)                               | Kyle Anderson (8)                              | Ginóbili, Anderson (6)                         | AT&T Center 18.418                             | 51-14                                          |
| 66                                             | 13 marzo                                       | Atlanta Hawks                                  | V 107–99                                       | Kawhi Leonard (31)                             | Dewayne Dedmon (8)                             | Patty Mills (9)                                | AT&T Center 18.418                             | 52-14                                          |
| 67                                             | 15 marzo                                       | Portland T. Blazers                            | S 106–110                                      | Kawhi Leonard (34)                             | Kawhi Leonard (9)                              | Ginóbili, Leonard, Mills (6)                   | AT&T Center 18.418                             | 52-15                                          |
| 68                                             | 18 marzo                                       | @ Memphis Grizzlies                            | S 96–104                                       | Kawhi Leonard (22)                             | Aldridge, Gasol (9)                            | LaMarcus Aldridge (4)                          | FedExForum 18.119                              | 52-16                                          |
| 69                                             | 19 marzo                                       | Sacramento Kings                               | V 118–102                                      | Pau Gasol (22)                                 | Pau Gasol (9)                                  | Mills, Parker (7)                              | AT&T Center 18.418                             | 53-16                                          |
| 70                                             | 21 marzo                                       | @ Minnesota T'wolves                           | V 100–93                                       | LaMarcus Aldridge (26)                         | Pau Gasol (6)                                  | Tony Parker (5)                                | Target Center 13.742                           | 54-16                                          |
| 71                                             | 23 marzo                                       | Memphis Grizzlies                              | V 97–90                                        | LaMarcus Aldridge (23)                         | LaMarcus Aldridge (8)                          | Tony Parker (7)                                | AT&T Center 18.418                             | 55-16                                          |
| 72                                             | 25 marzo                                       | N.Y. Knicks                                    | V 106–98                                       | Kawhi Leonard (29)                             | Dewayne Dedmon (13)                            | Patty Mills (7)                                | AT&T Center 18.418                             | 56-16                                          |
| 73                                             | 27 marzo                                       | Cleveland Cavaliers                            | V 103–74                                       | Kawhi Leonard (25)                             | Dewayne Dedmon (13)                            | Patty Mills (6)                                | AT&T Center 18.418                             | 57-16                                          |
| 74                                             | 29 marzo                                       | G.S. Warriors                                  | S 98–110                                       | Kawhi Leonard (19)                             | Pau Gasol (8)                                  | Leonard, Gasol (5)                             | AT&T Center 18.418                             | 57-17                                          |
| 75                                             | 31 marzo                                       | @ Oklahoma Thunder                             | V 100–95                                       | Kawhi Leonard (28)                             | LaMarcus Aldridge (10)                         | Manu Ginóbili (8)                              | Chesapeake Energy Arena 18.203                 | 58-17                                          |

#### Aprile
| Aprile 2017                                  | Aprile 2017                                  | Aprile 2017                                  | Aprile 2017                                  | Aprile 2017                                  | Aprile 2017                                  | Aprile 2017                                  | Aprile 2017                                  | Aprile 2017                                  |
| Record mese: 3-4 (Casa: 2-2; Trasferta: 1-2) | Record mese: 3-4 (Casa: 2-2; Trasferta: 1-2) | Record mese: 3-4 (Casa: 2-2; Trasferta: 1-2) | Record mese: 3-4 (Casa: 2-2; Trasferta: 1-2) | Record mese: 3-4 (Casa: 2-2; Trasferta: 1-2) | Record mese: 3-4 (Casa: 2-2; Trasferta: 1-2) | Record mese: 3-4 (Casa: 2-2; Trasferta: 1-2) | Record mese: 3-4 (Casa: 2-2; Trasferta: 1-2) | Record mese: 3-4 (Casa: 2-2; Trasferta: 1-2) |
| Partita                                      | Data                                         | Avversario                                   | Punteggio                                    | Più punti                                    | Più rimbalzi                                 | Più assist                                   | Spettatori                                   | Record                                       |
| -------------------------------------------- | -------------------------------------------- | -------------------------------------------- | -------------------------------------------- | -------------------------------------------- | -------------------------------------------- | -------------------------------------------- | -------------------------------------------- | -------------------------------------------- |
| 76                                           | 2 aprile                                     | Utah Jazz                                    | V 109–103                                    | Kawhi Leonard (25)                           | Pau Gasol (12)                               | Kawhi Leonard (7)                            | AT&T Center 18.418                           | 59-17                                        |
| 77                                           | 4 aprile                                     | Memphis Grizzlies                            | V 95–89 (OT)                                 | Kawhi Leonard (32)                           | Kawhi Leonard (12)                           | Tony Parker (7)                              | AT&T Center 18.418                           | 60-17                                        |
| 78                                           | 5 aprile                                     | L.A. Lakers                                  | S 95–102                                     | Bertāns, Parker (14)                         | Pau Gasol (8)                                | David Lee (6)                                | AT&T Center 18.418                           | 60-18                                        |
| 79                                           | 7 aprile                                     | @ Dallas Mavericks                           | V 102–89                                     | Bryn Forbes (23)                             | Dedmon, Lee (13)                             | Bryn Forbes (6)                              | American Airlines Center 20.133              | 61-18                                        |
| 80                                           | 8 aprile                                     | L.A. Clippers                                | S 87–98                                      | Kawhi Leonard (28)                           | Dewayne Dedmon (10)                          | Kawhi Leonard (5)                            | AT&T Center 18.420                           | 61-19                                        |
| 81                                           | 10 aprile                                    | @ Portland T. Blazers                        | S 98–99                                      | Kawhi Leonard (18)                           | Pau Gasol (13)                               | Tony Parker (4)                              | Moda Center 19.393                           | 61-20                                        |
| 82                                           | 12 aprile                                    | @ Utah Jazz                                  | S 97–101                                     | LaMarcus Aldridge (18)                       | Dewayne Dedmon (8)                           | Patty Mills (5)                              | Vivint Smart Home Arena 19.911               | 61-21                                        |

### Playoff

#### Andamento Playoff
| Playoff 2017                             | Playoff 2017                             | Playoff 2017                             | Playoff 2017                             | Playoff 2017                             | Playoff 2017                             | Playoff 2017                             | Playoff 2017                             | Playoff 2017                             |
| Totale : 8–8 (Casa: 5–3; Trasferta: 3–5) | Totale : 8–8 (Casa: 5–3; Trasferta: 3–5) | Totale : 8–8 (Casa: 5–3; Trasferta: 3–5) | Totale : 8–8 (Casa: 5–3; Trasferta: 3–5) | Totale : 8–8 (Casa: 5–3; Trasferta: 3–5) | Totale : 8–8 (Casa: 5–3; Trasferta: 3–5) | Totale : 8–8 (Casa: 5–3; Trasferta: 3–5) | Totale : 8–8 (Casa: 5–3; Trasferta: 3–5) | Totale : 8–8 (Casa: 5–3; Trasferta: 3–5) |
| ---------------------------------------- | ---------------------------------------- | ---------------------------------------- | ---------------------------------------- | ---------------------------------------- | ---------------------------------------- | ---------------------------------------- | ---------------------------------------- | ---------------------------------------- |

#### Primo turno

##### (2) San Antonio Spurs - (7) Memphis Grizzlies
| Playoffs 2017                                | Playoffs 2017                                | Playoffs 2017                                | Playoffs 2017                                | Playoffs 2017                                | Playoffs 2017                                | Playoffs 2017                                | Playoffs 2017                                | Playoffs 2017                                |
| Primo turno: 4-2 (Casa: 3-0; Trasferta: 1–2) | Primo turno: 4-2 (Casa: 3-0; Trasferta: 1–2) | Primo turno: 4-2 (Casa: 3-0; Trasferta: 1–2) | Primo turno: 4-2 (Casa: 3-0; Trasferta: 1–2) | Primo turno: 4-2 (Casa: 3-0; Trasferta: 1–2) | Primo turno: 4-2 (Casa: 3-0; Trasferta: 1–2) | Primo turno: 4-2 (Casa: 3-0; Trasferta: 1–2) | Primo turno: 4-2 (Casa: 3-0; Trasferta: 1–2) | Primo turno: 4-2 (Casa: 3-0; Trasferta: 1–2) |
| Partita                                      | Data                                         | Avversario                                   | Punteggio                                    | Più punti                                    | Più rimbalzi                                 | Più assist                                   | Spettatori                                   | Serie                                        |
| -------------------------------------------- | -------------------------------------------- | -------------------------------------------- | -------------------------------------------- | -------------------------------------------- | -------------------------------------------- | -------------------------------------------- | -------------------------------------------- | -------------------------------------------- |
| 1                                            | 15 aprile                                    | Memphis Grizzlies                            | V 111–82                                     | Kawhi Leonard (32)                           | Dewayne Dedmon (8)                           | Kawhi Leonard (5)                            | AT&T Center 18.418                           | 1-0                                          |
| 2                                            | 17 aprile                                    | Memphis Grizzlies                            | V 96–82                                      | Kawhi Leonard (37)                           | Kawhi Leonard (11)                           | Ginóbili, Mills (3)                          | AT&T Center 18.418                           | 2-0                                          |
| 3                                            | 20 aprile                                    | @ Memphis Grizzlies                          | S 94–105                                     | Kawhi Leonard (18)                           | LaMarcus Aldridge (11)                       | Anderson, Leonard, Simmons (3)               | FedExForum 18.119                            | 2-1                                          |
| 4                                            | 22 aprile                                    | @ Memphis Grizzlies                          | S 108–110 (OT)                               | Kawhi Leonard (43)                           | Pau Gasol (11)                               | Tony Parker (5)                              | FedExForum 18.119                            | 2-2                                          |
| 5                                            | 25 aprile                                    | Memphis Grizzlies                            | V 116–103                                    | Kawhi Leonard (28)                           | LaMarcus Aldridge (9)                        | Leonard, Parker (6)                          | AT&T Center 18.418                           | 3-2                                          |
| 6                                            | 27 aprile                                    | @ Memphis Grizzlies                          | V 103–96                                     | Kawhi Leonard (28)                           | LaMarcus Aldridge (12)                       | Leonard, Parker (4)                          | FedExForum 18.119                            | 4-2                                          |

#### Semifinale di Conference

##### San Antonio Spurs - Houston Rockets
| Playoffs 2017                                             | Playoffs 2017                                             | Playoffs 2017                                             | Playoffs 2017                                             | Playoffs 2017                                             | Playoffs 2017                                             | Playoffs 2017                                             | Playoffs 2017                                             | Playoffs 2017                                             |
| Semifinale di Conference: 4-2 (Casa: 2-1; Trasferta: 2-1) | Semifinale di Conference: 4-2 (Casa: 2-1; Trasferta: 2-1) | Semifinale di Conference: 4-2 (Casa: 2-1; Trasferta: 2-1) | Semifinale di Conference: 4-2 (Casa: 2-1; Trasferta: 2-1) | Semifinale di Conference: 4-2 (Casa: 2-1; Trasferta: 2-1) | Semifinale di Conference: 4-2 (Casa: 2-1; Trasferta: 2-1) | Semifinale di Conference: 4-2 (Casa: 2-1; Trasferta: 2-1) | Semifinale di Conference: 4-2 (Casa: 2-1; Trasferta: 2-1) | Semifinale di Conference: 4-2 (Casa: 2-1; Trasferta: 2-1) |
| Partita                                                   | Data                                                      | Avversario                                                | Punteggio                                                 | Più punti                                                 | Più rimbalzi                                              | Più assist                                                | Spettatori                                                | Serie                                                     |
| --------------------------------------------------------- | --------------------------------------------------------- | --------------------------------------------------------- | --------------------------------------------------------- | --------------------------------------------------------- | --------------------------------------------------------- | --------------------------------------------------------- | --------------------------------------------------------- | --------------------------------------------------------- |
| 1                                                         | 1º maggio                                                 | Houston Rockets                                           | S 99–126                                                  | Kawhi Leonard (21)                                        | Kawhi Leonard (11)                                        | Kawhi Leonard (6)                                         | AT&T Center 18.418                                        | 0-1                                                       |
| 2                                                         | 3 maggio                                                  | Houston Rockets                                           | V 121–96                                                  | Kawhi Leonard (34)                                        | Pau Gasol (13)                                            | Kawhi Leonard (8)                                         | AT&T Center 18.418                                        | 1-1                                                       |
| 3                                                         | 5 maggio                                                  | @ Houston Rockets                                         | V 103–92                                                  | Aldridge, Leonard (26)                                    | Kawhi Leonard (10)                                        | Kawhi Leonard (7)                                         | Toyota Center 18.187                                      | 2-1                                                       |
| 4                                                         | 7 maggio                                                  | @ Houston Rockets                                         | S 104–125                                                 | Jonathon Simmons (17)                                     | Pau Gasol (7)                                             | Patty Mills (5)                                           | Toyota Center 18.055                                      | 2-2                                                       |
| 5                                                         | 9 maggio                                                  | Houston Rockets                                           | V 110–107 (OT)                                            | Kawhi Leonard (22)                                        | Kawhi Leonard (15)                                        | Manu Ginóbili (5)                                         | AT&T Center 18.418                                        | 3-2                                                       |
| 6                                                         | 11 maggio                                                 | @ Houston Rockets                                         | V 114–75                                                  | LaMarcus Aldridge (34)                                    | LaMarcus Aldridge (12)                                    | Patty Mills (7)                                           | Toyota Center 18.055                                      | 4-2                                                       |

#### Finale di Conference

##### San Antonio Spurs - Golden State Warriors
| Playoffs 2017                                         | Playoffs 2017                                         | Playoffs 2017                                         | Playoffs 2017                                         | Playoffs 2017                                         | Playoffs 2017                                         | Playoffs 2017                                         | Playoffs 2017                                         | Playoffs 2017                                         |
| Finale di Conference: 0-4 (Casa: 0-2; Trasferta: 0-2) | Finale di Conference: 0-4 (Casa: 0-2; Trasferta: 0-2) | Finale di Conference: 0-4 (Casa: 0-2; Trasferta: 0-2) | Finale di Conference: 0-4 (Casa: 0-2; Trasferta: 0-2) | Finale di Conference: 0-4 (Casa: 0-2; Trasferta: 0-2) | Finale di Conference: 0-4 (Casa: 0-2; Trasferta: 0-2) | Finale di Conference: 0-4 (Casa: 0-2; Trasferta: 0-2) | Finale di Conference: 0-4 (Casa: 0-2; Trasferta: 0-2) | Finale di Conference: 0-4 (Casa: 0-2; Trasferta: 0-2) |
| Partita                                               | Data                                                  | Avversario                                            | Punteggio                                             | Più punti                                             | Più rimbalzi                                          | Più assist                                            | Spettatori                                            | Serie                                                 |
| ----------------------------------------------------- | ----------------------------------------------------- | ----------------------------------------------------- | ----------------------------------------------------- | ----------------------------------------------------- | ----------------------------------------------------- | ----------------------------------------------------- | ----------------------------------------------------- | ----------------------------------------------------- |
| 1                                                     | 14 maggio                                             | @ G.S. Warriors                                       | S 111–113                                             | LaMarcus Aldridge (28)                                | Aldridge, Leonard (8)                                 | Aldridge, Leonard, Mills (3)                          | Oracle Arena 19.596                                   | 0-1                                                   |
| 2                                                     | 16 maggio                                             | @ G.S. Warriors                                       | S 100–136                                             | Jonathan Simmons (22)                                 | Dewayne Dedmon (9)                                    | Dejounte Murray (6)                                   | Oracle Arena 19.596                                   | 0-2                                                   |
| 3                                                     | 20 maggio                                             | G.S. Warriors                                         | S 108–120                                             | Manu Ginóbili (21)                                    | Pau Gasol (10)                                        | Patty Mills (6)                                       | AT&T Center 18.792                                    | 0-3                                                   |
| 4                                                     | 22 maggio                                             | G.S. Warriors                                         | S 115–129                                             | Kyle Anderson (20                                     | Pau Gasol (9)                                         | Ginóbili, Murray (7)                                  | AT&T Center 18.466                                    | 0-4                                                   |

## Mercato

### Scambi
| 8 luglio 2016 | San Antonio SpursDiritti sulla scelta di Olivier Hanlan | Utah JazzBoris Diaw Futura scelta 2º giro al Draft |

### Free Agency

#### Prolungamenti contrattuali
| Giocatore     | Contratto                      |
| ------------- | ------------------------------ |
| Manu Ginóbili | 1 anno – 14 milioni di dollari |

#### Acquisti
| Giocatore      | Contratto                       | Provenienza      |
| -------------- | ------------------------------- | ---------------- |
| Pau Gasol      | 2 anni – 30 milioni di dollari  | Chicago Bulls    |
| Dewayne Dedmon | 2 anni – 6 milioni di dollari   | Orlando Magic    |
| Dāvis Bertāns  | 2 anni – 1,5 milioni di dollari | Saski Baskonia   |
| Bryn Forbes    | 2 anni – 1,5 milioni di dollari | MSU Spartans     |
| David Lee      | 2 anni – 3,2 milioni di dollari | Dallas Mavericks |

#### Cessioni
| Giocatore        | Motivo                          | Nuova squadra   |
| ---------------- | ------------------------------- | --------------- |
| David West       | 1 anno – 1,5 milioni di dollari | G.S. Warriors   |
| Tim Duncan       | Ritirato                        | -               |
| Boban Marjanović | 3 anni – 21 milioni di dollari  | Detroit Pistons |